# Clima Egiptului

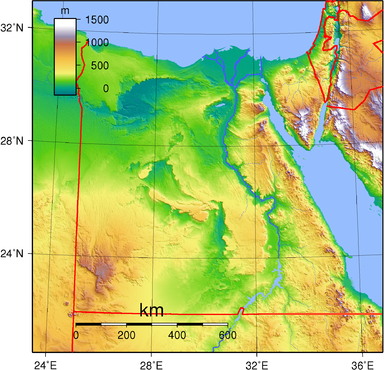
Topografia Egiptului

Egiptul primește, per ansamblu, cel mai scăzut debit de ploaie pe an dintre toate țările lumii. La sud de Cairo, mediile anuale de precipitații sunt între 2 și 5 mm pe an, și la intervale de mai mulți ani. Pe o fâșie foarte îngustă a coastei de nord, precipitațiile pot ajunge și până la 170 mm, numai între noiembrie și martie. Zăpada cade pe munții Sinai, precum și pe anumite orașe din de pe coastă și unele din mijlocul țării.
Vara, temperaturile variază între 27 - 32 °C până la 42 °C pe coasta Mării Roșii. Mediile temperaturilor pe timpul iernii se situează între 13 și 21 °C. Vântul care bate cu destulă putere din nord-vest ajută la menținerea unei temperaturi scăzute aproape de coasta Mării Mediterane. Khamaseen este vântul care bate dinspre sudul Egiptului, de obicei primăvara sau vara, și care aduce nisip și praf, și care face ca temperatura să urce până la 38 °C. Populația Egiptului se bazează pe apa Nilului.